# Voix mixte
Pour les articles homonymes, voir Voix.
Dans le chant, la voix mixte — ou registre mixte — est une technique vocale permettant, sur une certaine étendue, d'unir la voix de poitrine à la voix de tête. L'utilisation de la voix mixte évite de faire entendre la rupture entre ces deux registres — rupture appelée passaggio. La voix mixte n'est pas à proprement parler un mode vibratoire distinct. Il s'agit d'un registre de poitrine ou de tête, "coloré" pour ressembler à l'autre mode vibratoire. Cette coloration est due à l'espace résonantiel et la complexité de celui-ci rend compliqué un consensus sur le rendu sonore et acoustique de la voix mixte. Il serait donc préférable de parler des voix mixtes[source secondaire nécessaire].

## Théories de la Voix et du Chant
Verdhurt, Garcia, Fauré, Crosti, etc. distinguent trois parties, trois registres dans la division de chaque voix, quelle que soit sa nature :
- La voix de poitrine : Le registre de poitrine au timbre sombre, couvert, se subdivisant en voix de poitrine proprement dite et en voix palatale.
- La voix de tête : Le registre de tête au timbre clair, ouvert, se subdivisant en voix de tête proprement dite et en voix de fausset.
- La voix mixte : Le registre médian, ou voix mixte, formé de voix de tête et de voix palatale diminuée.

Pour Crosti, il n'y a pas que la voix de poitrine et la voix de tête; il y a une sorte d'émission intermédiaire qu'il appelle voix palatale, et qui est une légère modification de la voix de poitrine. La voix palatale est produite au niveau de la glotte suivant le même mécanisme que la voix de poitrine proprement dite (cordes vibrant dans toute leur longueur), mais elle diffère de cette dernière en ce sens que la résonance, au lieu de se faire surtout dans le thorax, vient prendre son appui sous la voûte palatine grâce à une disposition appropriée du pharynx, du voile du palais. Le souffle vocal, envoyé vers les sinus frontaux et frappant directement les parois supérieures du palais, y contracte la rondeur, la majesté et le moelleux auxquels les cavités nasales qu'il traverse, sans les mettre, en vibration toutefois, ajoutent encore de la sonorité. C'est également dans ce registre qui se produisent les sons les plus riches d'un organe. Aussi, faut-il en soigner l'émission, car il constitue en outre le médium, partie de la voix dans laquelle sont écrits généralement les morceaux à chanter.
« Ne respirez pas en levant les épaules, outre que c'est pénible à exécuter, c'est fort désagréable, à voir, et de plus ce moyen, peu rapide, ne vous permet pas de respirer à fond et de prendre la dose intégrale d'air qui constitue une respiration complète. Respirez du thorax comme lorsque vous êtes couché sur le dos. Allongez-vous sur un lit et étudiez alors quel est le travail qui s'accomplit lorsque vous respirez. Vous verrez que vos épaules ne bougent pas, que seul votre thorax fonctionne. Eh bien, une fois debout, faites en sorte de vous habituer à prendre votre respiration comme vous la preniez l'instant d'avant, lorsque vous étiez couché sur le dos.
Il sera très important de s'habituer à prendre la respiration par le nez, sans ouvrir la bouche. Par ce moyen, outre qu'on prend autant d'air qu'en ouvrant la bouche, on a l'avantage de ne pas se dessécher la gorge.
Quand vous aurez contracté cette habitude, peu difficile à acquérir d'ailleurs, vous vous étudierez à garder, dans votre poitrine, le plus profondément possible, la respiration que vous aurez prise, et ce, en obligeant votre thorax par un léger effort, une légère pression, à rester dilaté, position qu'il devra garder, autant que possible, tant que vous chanterez, afin que votre poitrine, qui est votre caisse d'harmonie, soit toujours dans son plus grand développement. Respirez donc bien à fond (comme il faut toujours le faire, n'aurait-on qu'un mot à dire) et appuyez constamment, mais légèrement sur votre respiration, d'abord pour l'empêcher de remonter trop tôt, et pouvoir ainsi ne la dépenser qu'avec la plus grande parcimonie et ensuite pour forcer votre poitrine à rester dilatée et offrir ainsi au son le plus grand centre de développement possible. J'ajoute que cette façon de respirer vous permettra de prendre une rapide et copieuse respiration. »
— Eugène Crosti. Le gradus du chanteur, 1893,